# Spelobia
Spelobia är ett släkte av tvåvingar. Spelobia ingår i familjen hoppflugor.

## Bildgalleri

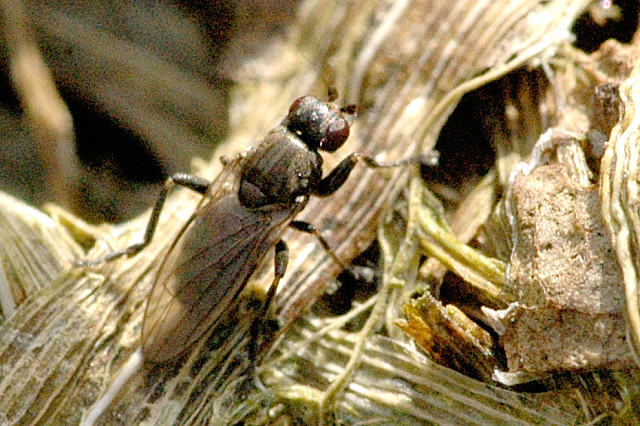
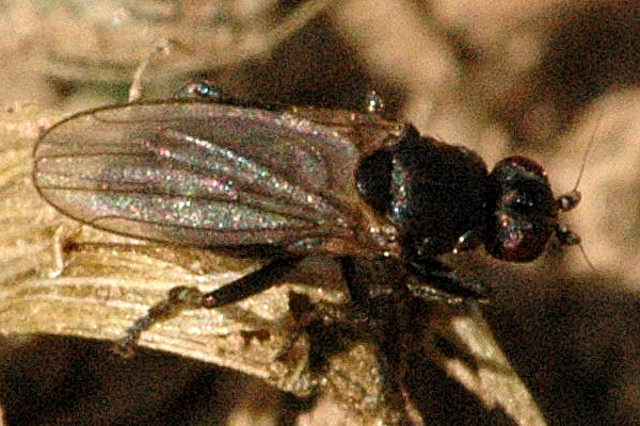

## Dottertaxa tillSpelobia, i alfabetisk ordning[1][2]
- Spelobia abundans
- Spelobia acadiensis
- Spelobia aciculata
- Spelobia algida
- Spelobia beadyi
- Spelobia belanica
- Spelobia bifrons
- Spelobia bispina
- Spelobia brevipteryx
- Spelobia brunealata
- Spelobia bumamma
- Spelobia cambrica
- Spelobia clunipes
- Spelobia curvata
- Spelobia curvipecta
- Spelobia depilicercus
- Spelobia faeroensis
- Spelobia frustrilabris
- Spelobia fungivora
- Spelobia hirsuta
- Spelobia ibrida
- Spelobia lucifuga
- Spelobia luteilabris
- Spelobia maculipennis
- Spelobia manicata
- Spelobia mexicana
- Spelobia multihama
- Spelobia nana
- Spelobia nigrifrons
- Spelobia nudiprocta
- Spelobia occidentalis
- Spelobia ochripes
- Spelobia ordinaria
- Spelobia ovata
- Spelobia palmata
- Spelobia pappi
- Spelobia parapusio
- Spelobia peltata
- Spelobia pickeringi
- Spelobia pseudonivalis
- Spelobia pseudosetaria
- Spelobia pulliforma
- Spelobia quadrata
- Spelobia quaesita
- Spelobia quinata
- Spelobia rimata
- Spelobia robinsoni
- Spelobia rufilabris
- Spelobia sejuncta
- Spelobia semioculata
- Spelobia talis
- Spelobia talparum
- Spelobia tenebrarum
- Spelobia tuberculosa
- Spelobia tufta
- Spelobia typhlops
- Spelobia ulla